# Якутські імена
Сучасне якутське ім'я (якут. араспаанньа від рос. прозвание) складається з імені, по батькові та прізвища, що повністю відповідає російській антропонімічній моделі.

## Прізвища
Найпоширенішими у якутів є російські відіменні прізвища як Іванов, Петров, Васильєв тощо. Також характерними для якутської антропонімії є прізвища санового походження: Протодьяконов, Дьячковский, Попов та інші.

## Особисті імена
Серед якутів існує традиція паралельного використання російських і традиційних імен одночасно. Тобто, одна людина має християнські (російські) ім'я і прізвище, що вживаються в офіційному контексті, та відмінні від них традиційні, якими людину називають по-якутськи.

### Запозичені імена
Російські імена, по батькові та прізвища з'явилися в Якутії з приходом російських завойовників та зверненням у православ'я місцевих мешканців у XVII-XVIII віках.
- Анна (якут. Аана) — Ганна;
- Кірґєлей (якут. Киргиэлэй) — Григорій;
- Да́рия (якут. Даарыйа) — Дарина, Дар'я;
- Ма́рия (якут. Маарыйа) — Марія;
- Нюкулай (якут. Ньукулай) — Миколай;
- Байбал (якут. Байбал) — Павло;
- Двебдекєй (якут. Двэбдэкиэйэ, Двэбдэкиэй) — Євдокія;
- Доропу́н (якут. Дороппуун, Доропуун) — Трохим.

### Традиційні імена
Традиційні особисті імена зазвичай мають буквальне значення (назви тварин, рослин, інших об'єктів природи). У минулому був поширений звичай давати дитині «огидне» ім'я, щоб відлякувати злих духів — відомий і в інших народів язичницький звичай. Однак зараз такі традиційні імена якщо навіть кому і даються, то в суспільстві не використовуються.

#### Жіночі
- Алда́на (якут. Алдаана) — від назви річки Алдан — однієї з приток Лени;
- Алта́на (якут. Алтаана) — від алтан, що означає «ведмідь»;
- Айя́на (якут. Айаана) — від айан, що означає «путь», «дорога», «шлях»;
- Айталі́на (якут. Айталыына, рос. Айталина) — від айыы — назви світлих божеств;
- Аї́на (якут. Айыына, рос. Айина) — аналогічно Айяні;
- Дая́на (якут. Дайаана);
- Кюнняй (якут. Күннэй) — означає «сонечко»;
- Кида́на (якут. Кыыдаана, рос. Кыдана);
- Кескіле́на (якут. Кэскилээнэ, рос. Кэскилена) — від кэскил, що означає «майбутнє»;
- Керече́не (якут. Кэрэчээнэ, рос. Кэрэчэнэ) — від кэрэ, що означає «прекрасна (прекрасний)»;
- Нария́на (якут. Нарыйаана, рос. Нарыйана) — від нарын, що означає «лагідна (лагідний)»;
- Нюрґуя́на (якут. Ньургуйаана, рос. Нюргуя́на) — жіночий варіант чоловічого ім'я Нюрґун (одного з міфічних богатирів давнини);
- Нюрґуста́на (якут. Ньургустаана, рос. Нюргустана) — аналогічно попередньому;
- Сайсари (якут. Сайсары, рос. Сайсары) — від назви місцевості Сайсар;
- Саї́на (якут. Сайыына, рос. Саина) — від сайын, що означає «літо»;
- Сая́ра (якут. Сайаара) — аналогічно попередньому;
- Сайна́ра (якут. Сайнаара) — аналогічно Саїні;
- Санда́ра (якут. Сандаара) — від сандаар, що означає «сяяти»;
- Сарґила́на (якут. Саргылаана, рос. Саргылана) — від саргы, що означає «промінь»;
- Сарда́на (якут. Сардаана) — назва квітки;
- Саха́я (якут. Сахаайа) — означає «якут»;
- Сахаяна (якут. Сахаяна) — аналогічно попередньому;
- Туя́ра (якут. Туйаара) — означає «легка»;
- Тускула́на (якут. Тускулаана) — від туску, що означає «майбутнє»;
- Уйґу́на (якут. Уйгууна, рос. Уйгуна) — від уйгу, що означає «багатство»;
- Харчана (якут. Хаарчаана) — означає «снігуронька».

#### Чоловічі
- Айя́н (якут. Айаан, рос. Айан) — від айан, що означає «путь», «дорога», «шлях»;
- Айя́л (якут. Айаал, рос. Айал) — означає «той, що творить»;
- Айтал (якут. Айтал) — від айыы — назви світлих божеств;
- Айхал (якут. Айхал) — означає «радість»;
- Айхан (якут. Айхан) — аналогічно попередньому;
- Айсен (якут. Айыы Сиэнэ, рос. Айсен) — означає «внук бога (айыы)»;
- Алґий (якут. Алгый, рос. Алгый) — означає «благословенний»;
- Аман (якут. Аман);
- Берґен (якут. Бэргэн, рос. Бэргэн) — означає «влучний»;
- Дархан (якут. Дархан) — аналогічно Тиґину;
- Дохсун (якут. Дохсун) — означає «молодецький»;
- Дуолан (якут. Дуолан) — аналогічно попередньому;
- Диґин (якут. Дыгын, рос. Дыгын) — аналогічно Тиґину;
- Джулуста́н (якут. Дьулустаан, рос. Дьулустан) — від дьулус, що означає «завзятий, цілеспрямований»;
- Кескіл (якут. Кэскил, рос. Кэскил) — означає «краще майбутнє»;
- Манча́ри (якут. Манчаары) — від імені відомого у минулому якутського «Робін Гуда» XIX сторіччя;
- Нюрґун (якут. Ньургун, рос. Нюргун) — від імені міфічного богатиря Олонхи;
- Нуолан (якут. Нуолан);
- Сулуста́н (якут. Сулустаан) — від сулус, що означає «зірка»;
- Толлуман (якут. Толлуман, рос. Толлуман);
- Тиґин (якут. Тыгын, рос. Тыгын) — від імені легендарного якутського правителя XVII століття — Тиґина Дархана;
- Тускул (якут. Тускул) — аналогічно Кескилу;
- Ерчим (якут. Эрчим, рос. Эрчим) — означає «енергійний»;
- Ерха́н (якут. Эрхаан, рос. Эрхан) — означає «хоробра кров»;
- Еркін (якут. Эркин, рос. Эркин) — означає «чесний»;
- Еллей (якут. Эллэй, рос. Эллэй) — від імені легендарного пращура якутів;
- Урґел (якут. Үргэл, рос. Ургел) — Плеяди (Стожари);
- Харисхан (якут. Харысхан, рос. Харысхан).